# Eric Trump
Pour les articles homonymes, voir Trump et Famille Trump.
Eric Frederick Trump, né le 6 janvier 1984 à Manhattan, est un homme d'affaires américain.

## Famille
Il est le troisième enfant et second fils du 45e et 47e président des États-Unis Donald Trump, et de sa première épouse Ivana Zelníčková.

## Carrière d'homme d'affaires
Il est diplômé en finance et management de l'université de Georgetown de Washington[réf. nécessaire] puis a travaillé dans le groupe de son père, The Trump Organization, en qualité de vice-président et directeur général jusqu'en janvier 2017, date à laquelle son père le nomme vice-président au côté de son frère Donald junior.

## Vie privée
Avec son frère, Donald Trump, Jr., un de ses passe-temps est le safari, chasse, en Afrique ; les deux frères se font photographier devant leurs trophées, léopard, crocodile et éléphant,. Marié à la productrice de télévision Lara Lea Yunaska, il est père de deux enfants.

## Activité politique en lien avec son père
Pendant l’élection présidentielle de 2020, Eric Trump appuie son père sur différents points, notamment en diffusant ce que CNN qualifie de fausses informations relatives à des fraudes électorales,. 
Il apparaît en marge de la publication des résultats électoraux de la présidentielle pour réclamer un recomptage des voix dans certains États.

## Généalogie
|                           |                           |                           |                           |                           |                           |  |  |                            |                            |                            |                            |                            |                            |  |  |                        |                        |                        |                        |                        |                        |  |  |                             |                             |                             |                             |                             |                             |  |  |                          |                          |                          |                          |                          |                          |  |  | Frederick Trump (1869-1918) | Frederick Trump (1869-1918) | Frederick Trump (1869-1918) | Frederick Trump (1869-1918) | Frederick Trump (1869-1918) | Frederick Trump (1869-1918) |  |  | Elizabeth Christ (1880-1966) | Elizabeth Christ (1880-1966) | Elizabeth Christ (1880-1966) | Elizabeth Christ (1880-1966) | Elizabeth Christ (1880-1966) | Elizabeth Christ (1880-1966) |  |  |                              |                              |                              |                              |                              |                              |  |  |                        |                        |                        |                        |                        |                        |  |  |                             |                             |                             |                             |                             |                             |  |  |                       |                       |                       |                       |                       |                       |  |  |                |                |                     |                     |                     |                     |                     |                     |                     |                     |                          |                          |                          |                          |                          |                          |  |  |            |            |            |            |            |            |
|                           |                           |                           |                           |                           |                           |  |  |                            |                            |                            |                            |                            |                            |  |  |                        |                        |                        |                        |                        |                        |  |  |                             |                             |                             |                             |                             |                             |  |  |                          |                          |                          |                          |                          |                          |  |  | Frederick Trump (1869-1918) | Frederick Trump (1869-1918) | Frederick Trump (1869-1918) | Frederick Trump (1869-1918) | Frederick Trump (1869-1918) | Frederick Trump (1869-1918) |  |  | Elizabeth Christ (1880-1966) | Elizabeth Christ (1880-1966) | Elizabeth Christ (1880-1966) | Elizabeth Christ (1880-1966) | Elizabeth Christ (1880-1966) | Elizabeth Christ (1880-1966) |  |  |                              |                              |                              |                              |                              |                              |  |  |                        |                        |                        |                        |                        |                        |  |  |                             |                             |                             |                             |                             |                             |  |  |                       |                       |                       |                       |                       |                       |  |  |                |                |                     |                     |                     |                     |                     |                     |                     |                     |                          |                          |                          |                          |                          |                          |  |  |            |            |            |            |            |            |
|                           |                           |                           |                           |                           |                           |  |  |                            |                            |                            |                            |                            |                            |  |  |                        |                        |                        |                        |                        |                        |  |  |                             |                             |                             |                             |                             |                             |  |  |                          |                          |                          |                          |                          |                          |  |  |                             |                             |                             |                             |                             |                             |  |  |                              |                              |                              |                              |                              |                              |  |  |                              |                              |                              |                              |                              |                              |  |  |                        |                        |                        |                        |                        |                        |  |  |                             |                             |                             |                             |                             |                             |  |  |                       |                       |                       |                       |                       |                       |  |  |                |                |                     |                     |                     |                     |                     |                     |                     |                     |                          |                          |                          |                          |                          |                          |  |  |            |            |            |            |            |            |
|                           |                           |                           |                           |                           |                           |  |  |                            |                            |                            |                            |                            |                            |  |  |                        |                        |                        |                        |                        |                        |  |  |                             |                             |                             |                             |                             |                             |  |  |                          |                          |                          |                          |                          |                          |  |  |                             |                             |                             |                             |                             |                             |  |  |                              |                              |                              |                              |                              |                              |  |  |                              |                              |                              |                              |                              |                              |  |  |                        |                        |                        |                        |                        |                        |  |  |                             |                             |                             |                             |                             |                             |  |  |                       |                       |                       |                       |                       |                       |  |  |                |                |                     |                     |                     |                     |                     |                     |                     |                     |                          |                          |                          |                          |                          |                          |  |  |            |            |            |            |            |            |
|                           |                           |                           |                           |                           |                           |  |  |                            |                            |                            |                            |                            |                            |  |  |                        |                        |                        |                        |                        |                        |  |  | Henry Trump (1899-1900)     | Henry Trump (1899-1900)     | Henry Trump (1899-1900)     | Henry Trump (1899-1900)     | Henry Trump (1899-1900)     | Henry Trump (1899-1900)     |  |  | William Walter           | William Walter           | William Walter           | William Walter           | William Walter           | William Walter           |  |  | Elizabeth Trump (1904-1961) | Elizabeth Trump (1904-1961) | Elizabeth Trump (1904-1961) | Elizabeth Trump (1904-1961) | Elizabeth Trump (1904-1961) | Elizabeth Trump (1904-1961) |  |  | Fred Trump, Sr. (1905-1999)  | Fred Trump, Sr. (1905-1999)  | Fred Trump, Sr. (1905-1999)  | Fred Trump, Sr. (1905-1999)  | Fred Trump, Sr. (1905-1999)  | Fred Trump, Sr. (1905-1999)  |  |  | Mary MacLeod (1912-2000)     | Mary MacLeod (1912-2000)     | Mary MacLeod (1912-2000)     | Mary MacLeod (1912-2000)     | Mary MacLeod (1912-2000)     | Mary MacLeod (1912-2000)     |  |  | John Trump (1907-1985) | John Trump (1907-1985) | John Trump (1907-1985) | John Trump (1907-1985) | John Trump (1907-1985) | John Trump (1907-1985) |  |  | Elora Sauerbrun (1913-1983) | Elora Sauerbrun (1913-1983) | Elora Sauerbrun (1913-1983) | Elora Sauerbrun (1913-1983) | Elora Sauerbrun (1913-1983) | Elora Sauerbrun (1913-1983) |  |  |                       |                       |                       |                       |                       |                       |  |  |                |                |                     |                     |                     |                     |                     |                     |                     |                     |                          |                          |                          |                          |                          |                          |  |  |            |            |            |            |            |            |
|                           |                           |                           |                           |                           |                           |  |  |                            |                            |                            |                            |                            |                            |  |  |                        |                        |                        |                        |                        |                        |  |  | Henry Trump (1899-1900)     | Henry Trump (1899-1900)     | Henry Trump (1899-1900)     | Henry Trump (1899-1900)     | Henry Trump (1899-1900)     | Henry Trump (1899-1900)     |  |  | William Walter           | William Walter           | William Walter           | William Walter           | William Walter           | William Walter           |  |  | Elizabeth Trump (1904-1961) | Elizabeth Trump (1904-1961) | Elizabeth Trump (1904-1961) | Elizabeth Trump (1904-1961) | Elizabeth Trump (1904-1961) | Elizabeth Trump (1904-1961) |  |  | Fred Trump, Sr. (1905-1999)  | Fred Trump, Sr. (1905-1999)  | Fred Trump, Sr. (1905-1999)  | Fred Trump, Sr. (1905-1999)  | Fred Trump, Sr. (1905-1999)  | Fred Trump, Sr. (1905-1999)  |  |  | Mary MacLeod (1912-2000)     | Mary MacLeod (1912-2000)     | Mary MacLeod (1912-2000)     | Mary MacLeod (1912-2000)     | Mary MacLeod (1912-2000)     | Mary MacLeod (1912-2000)     |  |  | John Trump (1907-1985) | John Trump (1907-1985) | John Trump (1907-1985) | John Trump (1907-1985) | John Trump (1907-1985) | John Trump (1907-1985) |  |  | Elora Sauerbrun (1913-1983) | Elora Sauerbrun (1913-1983) | Elora Sauerbrun (1913-1983) | Elora Sauerbrun (1913-1983) | Elora Sauerbrun (1913-1983) | Elora Sauerbrun (1913-1983) |  |  |                       |                       |                       |                       |                       |                       |  |  |                |                |                     |                     |                     |                     |                     |                     |                     |                     |                          |                          |                          |                          |                          |                          |  |  |            |            |            |            |            |            |
|                           |                           |                           |                           |                           |                           |  |  |                            |                            |                            |                            |                            |                            |  |  |                        |                        |                        |                        |                        |                        |  |  |                             |                             |                             |                             |                             |                             |  |  |                          |                          |                          |                          |                          |                          |  |  |                             |                             |                             |                             |                             |                             |  |  |                              |                              |                              |                              |                              |                              |  |  |                              |                              |                              |                              |                              |                              |  |  |                        |                        |                        |                        |                        |                        |  |  |                             |                             |                             |                             |                             |                             |  |  |                       |                       |                       |                       |                       |                       |  |  |                |                |                     |                     |                     |                     |                     |                     |                     |                     |                          |                          |                          |                          |                          |                          |  |  |            |            |            |            |            |            |
|                           |                           |                           |                           |                           |                           |  |  |                            |                            |                            |                            |                            |                            |  |  |                        |                        |                        |                        |                        |                        |  |  |                             |                             |                             |                             |                             |                             |  |  |                          |                          |                          |                          |                          |                          |  |  |                             |                             |                             |                             |                             |                             |  |  |                              |                              |                              |                              |                              |                              |  |  |                              |                              |                              |                              |                              |                              |  |  |                        |                        |                        |                        |                        |                        |  |  |                             |                             |                             |                             |                             |                             |  |  |                       |                       |                       |                       |                       |                       |  |  |                |                |                     |                     |                     |                     |                     |                     |                     |                     |                          |                          |                          |                          |                          |                          |  |  |            |            |            |            |            |            |
|                           |                           |                           |                           |                           |                           |  |  |                            |                            |                            |                            |                            |                            |  |  |                        |                        |                        |                        |                        |                        |  |  |                             |                             |                             |                             |                             |                             |  |  |                          |                          |                          |                          |                          |                          |  |  |                             |                             |                             |                             |                             |                             |  |  |                              |                              |                              |                              |                              |                              |  |  |                              |                              |                              |                              |                              |                              |  |  |                        |                        |                        |                        |                        |                        |  |  |                             |                             |                             |                             |                             |                             |  |  |                       |                       |                       |                       |                       |                       |  |  |                |                |                     |                     |                     |                     |                     |                     |                     |                     |                          |                          |                          |                          |                          |                          |  |  |            |            |            |            |            |            |
|                           |                           |                           |                           |                           |                           |  |  |                            |                            |                            |                            |                            |                            |  |  |                        |                        |                        |                        |                        |                        |  |  |                             |                             |                             |                             |                             |                             |  |  |                          |                          |                          |                          |                          |                          |  |  |                             |                             |                             |                             |                             |                             |  |  |                              |                              |                              |                              |                              |                              |  |  |                              |                              |                              |                              |                              |                              |  |  |                        |                        |                        |                        |                        |                        |  |  |                             |                             |                             |                             |                             |                             |  |  |                       |                       |                       |                       |                       |                       |  |  |                |                |                     |                     |                     |                     |                     |                     |                     |                     |                          |                          |                          |                          |                          |                          |  |  |            |            |            |            |            |            |
| David Desmond, Sr.        | David Desmond, Sr.        | David Desmond, Sr.        | David Desmond, Sr.        | David Desmond, Sr.        | David Desmond, Sr.        |  |  | Maryanne Trump (1937-2023) | Maryanne Trump (1937-2023) | Maryanne Trump (1937-2023) | Maryanne Trump (1937-2023) | Maryanne Trump (1937-2023) | Maryanne Trump (1937-2023) |  |  | John Barry (????-2000) | John Barry (????-2000) | John Barry (????-2000) | John Barry (????-2000) | John Barry (????-2000) | John Barry (????-2000) |  |  | Fred Trump, Jr. (1938-1981) | Fred Trump, Jr. (1938-1981) | Fred Trump, Jr. (1938-1981) | Fred Trump, Jr. (1938-1981) | Fred Trump, Jr. (1938-1981) | Fred Trump, Jr. (1938-1981) |  |  | Linda Clapp              | Linda Clapp              | Linda Clapp              | Linda Clapp              | Linda Clapp              | Linda Clapp              |  |  | James Grau                  | James Grau                  | James Grau                  | James Grau                  | James Grau                  | James Grau                  |  |  | Elizabeth Trump (1942)       | Elizabeth Trump (1942)       | Elizabeth Trump (1942)       | Elizabeth Trump (1942)       | Elizabeth Trump (1942)       | Elizabeth Trump (1942)       |  |  | Ivana Zelníčková (1949-2022) | Ivana Zelníčková (1949-2022) | Ivana Zelníčková (1949-2022) | Ivana Zelníčková (1949-2022) | Ivana Zelníčková (1949-2022) | Ivana Zelníčková (1949-2022) |  |  | Donald Trump (1946)    | Donald Trump (1946)    | Donald Trump (1946)    | Donald Trump (1946)    | Donald Trump (1946)    | Donald Trump (1946)    |  |  | Marla Maples (1963)         | Marla Maples (1963)         | Marla Maples (1963)         | Marla Maples (1963)         | Marla Maples (1963)         | Marla Maples (1963)         |  |  | Melania Knauss (1970) | Melania Knauss (1970) | Melania Knauss (1970) | Melania Knauss (1970) | Melania Knauss (1970) | Melania Knauss (1970) |  |  |                |                | Blaine Beard (1957) | Blaine Beard (1957) | Blaine Beard (1957) | Blaine Beard (1957) | Blaine Beard (1957) | Blaine Beard (1957) |                     |                     | Robert Trump (1948-2020) | Robert Trump (1948-2020) | Robert Trump (1948-2020) | Robert Trump (1948-2020) | Robert Trump (1948-2020) | Robert Trump (1948-2020) |  |  | Ann Pallan | Ann Pallan | Ann Pallan | Ann Pallan | Ann Pallan | Ann Pallan |
| David Desmond, Sr.        | David Desmond, Sr.        | David Desmond, Sr.        | David Desmond, Sr.        | David Desmond, Sr.        | David Desmond, Sr.        |  |  | Maryanne Trump (1937-2023) | Maryanne Trump (1937-2023) | Maryanne Trump (1937-2023) | Maryanne Trump (1937-2023) | Maryanne Trump (1937-2023) | Maryanne Trump (1937-2023) |  |  | John Barry (????-2000) | John Barry (????-2000) | John Barry (????-2000) | John Barry (????-2000) | John Barry (????-2000) | John Barry (????-2000) |  |  | Fred Trump, Jr. (1938-1981) | Fred Trump, Jr. (1938-1981) | Fred Trump, Jr. (1938-1981) | Fred Trump, Jr. (1938-1981) | Fred Trump, Jr. (1938-1981) | Fred Trump, Jr. (1938-1981) |  |  | Linda Clapp              | Linda Clapp              | Linda Clapp              | Linda Clapp              | Linda Clapp              | Linda Clapp              |  |  | James Grau                  | James Grau                  | James Grau                  | James Grau                  | James Grau                  | James Grau                  |  |  | Elizabeth Trump (1942)       | Elizabeth Trump (1942)       | Elizabeth Trump (1942)       | Elizabeth Trump (1942)       | Elizabeth Trump (1942)       | Elizabeth Trump (1942)       |  |  |                              | Ivana Zelníčková (1949-2022) | Ivana Zelníčková (1949-2022) | Ivana Zelníčková (1949-2022) | Ivana Zelníčková (1949-2022) | Ivana Zelníčková (1949-2022) |  |  | Donald Trump (1946)    | Donald Trump (1946)    | Donald Trump (1946)    | Donald Trump (1946)    | Donald Trump (1946)    | Donald Trump (1946)    |  |  | Marla Maples (1963)         | Marla Maples (1963)         | Marla Maples (1963)         | Marla Maples (1963)         | Marla Maples (1963)         | Marla Maples (1963)         |  |  | Melania Knauss (1970) | Melania Knauss (1970) | Melania Knauss (1970) | Melania Knauss (1970) | Melania Knauss (1970) | Melania Knauss (1970) |  |  |                |                | Blaine Beard (1957) | Blaine Beard (1957) | Blaine Beard (1957) | Blaine Beard (1957) | Blaine Beard (1957) | Blaine Beard (1957) |                     |                     | Robert Trump (1948-2020) | Robert Trump (1948-2020) | Robert Trump (1948-2020) | Robert Trump (1948-2020) | Robert Trump (1948-2020) | Robert Trump (1948-2020) |  |  | Ann Pallan | Ann Pallan | Ann Pallan | Ann Pallan | Ann Pallan | Ann Pallan |
|                           |                           |                           |                           |                           |                           |  |  |                            |                            |                            |                            |                            |                            |  |  |                        |                        |                        |                        |                        |                        |  |  |                             |                             |                             |                             |                             |                             |  |  |                          |                          |                          |                          |                          |                          |  |  |                             |                             |                             |                             |                             |                             |  |  |                              |                              |                              |                              |                              |                              |  |  |                              |                              |                              |                              |                              |                              |  |  |                        |                        |                        |                        |                        |                        |  |  |                             |                             |                             |                             |                             |                             |  |  |                       |                       |                       |                       |                       |                       |  |  |                |                |                     |                     |                     |                     |                     |                     |                     |                     |                          |                          |                          |                          |                          |                          |  |  |            |            |            |            |            |            |
|                           |                           |                           |                           |                           |                           |  |  |                            |                            |                            |                            |                            |                            |  |  |                        |                        |                        |                        |                        |                        |  |  |                             |                             |                             |                             |                             |                             |  |  |                          |                          |                          |                          |                          |                          |  |  |                             |                             |                             |                             |                             |                             |  |  |                              |                              |                              |                              |                              |                              |  |  |                              |                              |                              |                              |                              |                              |  |  |                        |                        |                        |                        |                        |                        |  |  |                             |                             |                             |                             |                             |                             |  |  |                       |                       |                       |                       |                       |                       |  |  |                |                |                     |                     |                     |                     |                     |                     |                     |                     |                          |                          |                          |                          |                          |                          |  |  |            |            |            |            |            |            |
| David Desmond, Jr. (1960) | David Desmond, Jr. (1960) | David Desmond, Jr. (1960) | David Desmond, Jr. (1960) | David Desmond, Jr. (1960) | David Desmond, Jr. (1960) |  |  | Fritz Trump (1963)         | Fritz Trump (1963)         | Fritz Trump (1963)         | Fritz Trump (1963)         | Fritz Trump (1963)         | Fritz Trump (1963)         |  |  | Lisa Lorant            | Lisa Lorant            | Lisa Lorant            | Lisa Lorant            | Lisa Lorant            | Lisa Lorant            |  |  | Mary Trump (1965)           | Mary Trump (1965)           | Mary Trump (1965)           | Mary Trump (1965)           | Mary Trump (1965)           | Mary Trump (1965)           |  |  | Donald Trump, Jr. (1977) | Donald Trump, Jr. (1977) | Donald Trump, Jr. (1977) | Donald Trump, Jr. (1977) | Donald Trump, Jr. (1977) | Donald Trump, Jr. (1977) |  |  | Vanessa Haydon (1977)       | Vanessa Haydon (1977)       | Vanessa Haydon (1977)       | Vanessa Haydon (1977)       | Vanessa Haydon (1977)       | Vanessa Haydon (1977)       |  |  | Jared Kushner (1981)         | Jared Kushner (1981)         | Jared Kushner (1981)         | Jared Kushner (1981)         | Jared Kushner (1981)         | Jared Kushner (1981)         |  |  | Ivanka Trump (1981)          | Ivanka Trump (1981)          | Ivanka Trump (1981)          | Ivanka Trump (1981)          | Ivanka Trump (1981)          | Ivanka Trump (1981)          |  |  | Eric Trump (1984)      | Eric Trump (1984)      | Eric Trump (1984)      | Eric Trump (1984)      | Eric Trump (1984)      | Eric Trump (1984)      |  |  | Lara Yunaska (1982)         | Lara Yunaska (1982)         | Lara Yunaska (1982)         | Lara Yunaska (1982)         | Lara Yunaska (1982)         | Lara Yunaska (1982)         |  |  | Tiffany Trump (1993)  | Tiffany Trump (1993)  | Tiffany Trump (1993)  | Tiffany Trump (1993)  | Tiffany Trump (1993)  | Tiffany Trump (1993)  |  |  | Michael Boulos | Michael Boulos | Michael Boulos      | Michael Boulos      | Michael Boulos      | Michael Boulos      |                     |                     | Barron Trump (2006) | Barron Trump (2006) | Barron Trump (2006)      | Barron Trump (2006)      | Barron Trump (2006)      | Barron Trump (2006)      |                          |                          |  |  |            |            |            |            |            |            |
| David Desmond, Jr. (1960) | David Desmond, Jr. (1960) | David Desmond, Jr. (1960) | David Desmond, Jr. (1960) | David Desmond, Jr. (1960) | David Desmond, Jr. (1960) |  |  | Fritz Trump (1963)         | Fritz Trump (1963)         | Fritz Trump (1963)         | Fritz Trump (1963)         | Fritz Trump (1963)         | Fritz Trump (1963)         |  |  | Lisa Lorant            | Lisa Lorant            | Lisa Lorant            | Lisa Lorant            | Lisa Lorant            | Lisa Lorant            |  |  | Mary Trump (1965)           | Mary Trump (1965)           | Mary Trump (1965)           | Mary Trump (1965)           | Mary Trump (1965)           | Mary Trump (1965)           |  |  | Donald Trump, Jr. (1977) | Donald Trump, Jr. (1977) | Donald Trump, Jr. (1977) | Donald Trump, Jr. (1977) | Donald Trump, Jr. (1977) | Donald Trump, Jr. (1977) |  |  | Vanessa Haydon (1977)       | Vanessa Haydon (1977)       | Vanessa Haydon (1977)       | Vanessa Haydon (1977)       | Vanessa Haydon (1977)       | Vanessa Haydon (1977)       |  |  | Jared Kushner (1981)         | Jared Kushner (1981)         | Jared Kushner (1981)         | Jared Kushner (1981)         | Jared Kushner (1981)         | Jared Kushner (1981)         |  |  | Ivanka Trump (1981)          | Ivanka Trump (1981)          | Ivanka Trump (1981)          | Ivanka Trump (1981)          | Ivanka Trump (1981)          | Ivanka Trump (1981)          |  |  | Eric Trump (1984)      | Eric Trump (1984)      | Eric Trump (1984)      | Eric Trump (1984)      | Eric Trump (1984)      | Eric Trump (1984)      |  |  | Lara Yunaska (1982)         | Lara Yunaska (1982)         | Lara Yunaska (1982)         | Lara Yunaska (1982)         | Lara Yunaska (1982)         | Lara Yunaska (1982)         |  |  | Tiffany Trump (1993)  | Tiffany Trump (1993)  | Tiffany Trump (1993)  | Tiffany Trump (1993)  | Tiffany Trump (1993)  | Tiffany Trump (1993)  |  |  | Michael Boulos | Michael Boulos | Michael Boulos      | Michael Boulos      | Michael Boulos      | Michael Boulos      |                     |                     | Barron Trump (2006) | Barron Trump (2006) | Barron Trump (2006)      | Barron Trump (2006)      | Barron Trump (2006)      | Barron Trump (2006)      |                          |                          |  |  |            |            |            |            |            |            |